# Sugar Bowl 2022 (janvier)
Match précédent Match suivant
Le Sugar Bowl 2022 est un match de football américain de niveau universitaire joué après la saison régulière de 2021, le 1er janvier 2022 au Caesars Superdome situé à La Nouvelle-Orléans dans l'État de la Louisiane aux États-Unis.
Il s'agit de la 88e édition du Sugar Bowl.
Le match met en présence l'équipe des Bears de Baylor issue de la Big 12 Conference et l'équipe des Rebels d'Ole Miss issue de la Southeastern Conference.
Il débute vers 20 heures locales (le 2 janvier vers 2 heures en France) et est retransmis à la télévision par ESPN.
Sponsorisé par la société Allstate, le match est officiellement dénommé le 2022 Allstate Sugar Bowl.
Baylor gagne le match sur le score de 21 à 7.

## Présentation du match
| Équipes                                                                                                | Conférences | Entraîneurs                  | Stats. saison rég. | Classements avant le bowl | Classements avant le bowl | Classements avant le bowl |
| --- | ----------- | ---------------------------- | ------------------ | ------------------------- | ------------------------- | ------------------------- |
| Équipes                                                                                                | Conférences | Entraîneurs                  | Stats. saison rég. | CFP                       | AP                        | Coaches                   |
| Bears de Baylor                                                                                        | B12         | Dave Aranda (en) (2e saison) | 11-2               | no 7                      | no 6                      | no 6                      |
| Rebels d'Ole Miss                                                                                      | SEC         | Lane Kiffin (en) (2e saison) | 10-2               | no 8                      | no 8                      | no 8                      |
| - Arbitre : Ron Snodgrass (Big Ten). - Équipe donnée favorite par les bookmakers : Baylor par 1 point. |             |                              |                    |                           |                           |                           |

Il s'agit de la 2e rencontre entre ces deux équipes :
| Saison | Date             | Vainqueur | Score   | Perdant  | Compétition     |
| ------ | ---------------- | --------- | ------- | -------- | --------------- |
| 1975   | 6 septembre 1975 | Baylor    | 20 - 10 | Ole Miss | Sason régulière |

### Bears de Baylor
Avec un bilan global en saison régulière de 11 victoires et 2 défaites (7-2 en matchs de conférence), Baylor est éligible et accepte l'invitation pour participer au Sugar Bowl de 2022. Ils terminent 2e la saison régulière de la Big 12 Conference derrière no 9 Oklahoma State qu'ils battent ensuite en finale de conférence 21-16.
À l'issue de la saison 2021 (bowl non compris), ils seront classés #7 au classement CFP et #6 aux classements AP et Coaches.
Il s'agit de leur 3e participation au Sugar Bowl :
| Saisons | Dates            | Vainqueurs | Scores  | Finalistes   | Bilan |
| ------- | ---------------- | ---------- | ------- | ------------ | ----- |
| 2019    | 1er janvier 2020 | #5 Georgia | 26 - 14 | #8 Baylor    | 1 - 1 |
| 1956    | 1er janvier 1957 | #11 Baylor | 13 - 07 | #2 Tennessee | 1 - 0 |

| Postes      | Joueurs         | Statistiques                                                      |
| ----------- | --------------- | ----------------------------------------------------------------- |
| Quarterback | Gerry Bohanon   | 166/258 passes réussies pour 2 160 yards, 17 TDs, 6 interceptions |
| Coureur     | Abram Smith     | 232 courses pour 1 429 yards nets gagnés et 12 TDs                |
| Receveur    | Tyquan Thornton | 61 réceptions pour 946 yards et 9 TDs                             |

### Rebels d'Ole Miss
Avec un bilan global en saison régulière de 10 victoires et 2 défaites (6-2 en matchs de conférence), Mississippi State est éligible et accepte l'invitation pour participer au Sugar Bowl de 2022. Ils terminent 2e de la Division Ouest de la Southeastern Conference derrière les no 1 du Crimson Tide de l'Alabama.
À l'issue de la saison 2021 (bowl non compris), ils seront classés #8 aux classements CFP, AP et Coaches.
Il s'agit de leur 10e participation au Sugar Bowl soit 6 victoires pour 3 défaites.
| Postes      | Joueurs           | Statistiques                                                      |
| ----------- | ----------------- | ----------------------------------------------------------------- |
| Quarterback | Matt Corral       | 260/380 passes réussies pour 3 339 yards, 20 TDs, 4 interceptions |
| Coureur     | Jerrion Ealy      | 121 courses pour 703 yards nets gagnés et 5 TDs                   |
| Receveur    | Dontario Drummond | 67 réceptions pour 924 yards et 8 TDs                             |

## Résumé du match
Début du match à  20 h 01 locales, fin à  23 h 26 locales pour une durée totale de jeu de 3 h 25 min. Joué dans un stade fermé (en indoors).
| QT            | Temps         | Drive         | Drive         | Drive         | Équipe        | Description de l'action                                                                                                   | Score | Score |
| ------------- | ------------- | ------------- | ------------- | ------------- | ------------- | --- | ----- | ----- |
| QT            | Temps         | Jeux          | Yards         | TDP           | Équipe        | Description de l'action                                                                                                   | BAY   | MISS  |
| 2             | 10:16         | -             | -             | -             | BAY           | TD à la suite d'une interception retournée sur 96 yards par le CB Al Walcott + 1 pt de conversion par le K Isaiah Hankins | 7     | 0     |
|               |               |               |               |               |               | |       |       |
| 3             | 09:13         | 6             | 72            | 01:48         | MISS          | TD de 37 yards par le WR Braylon Sanders (passe du QB Luke Altmyer) + 1 pt de conversion par le K Cale Nation             | 7     | 7     |
|               |               |               |               |               |               | |       |       |
| 4             | 11:14         | 5             | 80            | 01:55         | BAY           | TD à la suite d'une course de 48 yards par le WR Monaray Baldwin + 1 pt de conversion par le K Isaiah Hankins             | 14    | 7     |
| 4             | 07:24         | 5             | 15            | 02:34         | BAY           | TD de 2 yards par le WR Tyquan Thornton (passe du QB Gerry Bohanon) + 1 pt de conversion par le K Isaiah Hankins          | 21    | 7     |
|               |               |               |               |               |               | |       |       |
| Score final : | Score final : | Score final : | Score final : | Score final : | Score final : | Score final : | 21    | 7     |

## Statistiques
| Nom            | Poste | Équipe |
| -------------- | ----- | ------ |
| Terrel Bernard | LB    | Baylor |

| Statistiques                           | Bears de Baylor                                         | Rebels d'Ole Miss                                       |
| -------------------------------------- | ------------------------------------------------------- | ------------------------------------------------------- |
| 1er down                               | 12                                                      | 20                                                      |
| 1er down à la course                   | 10                                                      | 12                                                      |
| 1er down à la passe                    | 1                                                       | 7                                                       |
| 1er down suite pénalité                | 1                                                       | 1                                                       |
| Conversion de 3e down                  | 7/15                                                    | 6/22                                                    |
| Conversion de 4e down                  | 0/2                                                     | 5/7                                                     |
| Jeux–yards                             | 58 jeux pour 319 yards                                  | 88 jeux pour 322 yards                                  |
| Yards à la course                      | 41 courses pour 279 yards (moyenne de 6,8 yards/course) | 54 courses pour 138 yards (moyenne de 2,6 yards/course) |
| Yards à la passe                       | 40                                                      | 184                                                     |
| Passes : Réussies-Tentées-Interceptées | 7/17 passes complétées, 1 interception                  | 17/34 passes complétées, 3 interceptions                |
| Réussite en zone rouge/chances         | 1/1                                                     | 0/2                                                     |
| TD                                     | 3 (1 à la passe, 1 à la course et 1 par la défense      | 1 (à la passe)                                          |
| Field Goals                            | 0/0                                                     | 0/2                                                     |
| Sacks (Nombre-Yards)                   | 10 sacks réussis pour 69 yards adverses perdus          | 0 sack réussi                                           |
| Fumbles (Nombre/Perdus)                | 0/0                                                     | 0/0                                                     |
| Pénalités (Nombre/Yards perdus)        | 5 pour 55 yards perdus                                  | 7 pour 49 yards perdus                                  |
| Temps de possession                    | 28:24                                                   | 31:36                                                   |

| Bears de Baylor      |                   |                                                                                                 |
| Quarterback          | Gerry Bohanon     | 7/17 passes complétées, 40 yards, 1 interception, 1 TD, 0 sack subi, évaluation QB de 68,6      |
| Meilleurs coureurs   | Abram Smith       | 25 courses pour 172 yards nets gagnés, 0 TD, moyenne de 6,9 yards/course                        |
| Meilleurs coureurs   | Bohanon, Gerry    | 7 courses pour 23 yards gagnés, 0 TD, moyenne de 3,3 yards/course                               |
| Meilleurs receveurs  | Drew Estrada      | 2 réceptions pour 14 yards gagnés, 0 TD                                                         |
| Meilleurs receveurs  | Sneed, R.J.       | 2 réceptions pour 10 yards gagnés, 0 TD                                                         |
| Meilleurs défenseurs | Bernard, Terrel   | 17 tacles dont 11 en solo, 2 TFL (14 yards), 2 sacks (14 yards)                                 |
| Meilleurs défenseurs | Doyle, Dillon     | 8 tacles dont 6 en solo                                                                         |
| Meilleurs défenseurs | Garmon, Randolp   | 7 tacles dont 4 en solo, 1 TFL (7 yards), 1 sack (7 yards),                                     |
| Rebels d'Ole Miss    |                   |                                                                                                 |
| Quarterbacks         | Luke Altmyer      | 15/28 passes complétées, 174 yards, 2 interceptions, 1 TD, 7 sacks subis, évaluation QB de 99,7 |
| Quarterbacks         | Corral, Matt      | 2/6 passes complétées, 10 yards, 1 interception, 0 TD, 3 sacks subis, évaluation QB de 14       |
| Meilleurs coureurs   | Jerrion Ealy      | 12 courses pour 65 yards nets gagnés, 0 TD, moyenne de 5,4 yards/course                         |
| Meilleurs coureurs   | Conner, Snoop     | 11 courses pour 42 yards nets gagnés, 0 TD, moyenne de 3,8 yards/course                         |
| Meilleurs receveurs  | Dontario Drummond | 9 réceptions pour 104 yards gagnés, 0 TD                                                        |
| Meilleurs receveurs  | Mingo, Jonathan   | 2 réceptions pour 33 yards gagnés, 0 TD                                                         |
| Meilleurs défenseurs | Campbell, C       | 10 tacles dont 8 en solo                                                                        |
| Meilleurs défenseurs | Reese, Otis       | 5 tacles dont 4 en solo                                                                         |
| Meilleurs défenseurs | Johnson, Cedric   | 5 tacles dont 3 en solo                                                                         |